# Eglantyne Jebb

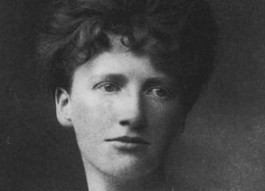
Eglantyne Jebb în anul 1920

Eglantyne Jebb (25 august 1876 – 17 decembrie 1928) a fost o reformatoare socială din Anglia fiind fondatoarea organizației neguvernamentale Salvați Copiii.